# Консоласьон-дель-Сур
Консоласьон-дель-Сур (исп. Consolación del Sur) — город и муниципалитет на Кубе в провинции Пинар-дель-Рио.

## География
Муниципалитет примыкает к южному побережью острова. Он занимает площадь 1209 км².

## История
Город Консоласьон-дель-Сур основан в 1690 году. 1 июля 1866 года был создан муниципалитет. В 1902 году муниципалитетом Консоласьон-дель-Сур были аннексированы муниципалитеты Сан-Диего-де-лос-Баньос и Хулиан-Диас.